# Турнір (теорія графів)

Турнір з 4 вершинами:
вершин,
ребер

Турнір — це орієнтований граф, отриманий з неорієнтованого повного графа призначенням напрямку кожному ребру. Таким чином, турнір — це орграф, у якому кожна пара вершин з'єднана однією напрямленою дугою.
Багато важливих властивостей турнірів розглянув Ландау (H. G. Landau), досліджуючи модель домінування курчат у зграї. Нині турніри застосовують для досліджень у галузі голосування і колективного вибору серед інших речей. Ім'я турнір походить від графічної інтерпретації результатів кругового турніру, в якому кожен гравець зустрічається в сутичці з кожним іншим гравцем рівно раз, і в якому не може бути нічиєї. В орграфі турніру вершини відповідають гравцям. Дуга між кожною парою гравців орієнтована від переможця до переможеного. Якщо гравець {\displaystyle a} перемагає гравця {\displaystyle b}, то кажуть, що {\displaystyle a} домінує над {\displaystyle b}.

## Шляхи й цикли
Будь-який турнір зі скінченним числом {\displaystyle n} вершин містить гамільтонів шлях, тобто орієнтований шлях, що містить усі {\displaystyle n} вершин. Це легко показати за допомогою математичної індукції за {\displaystyle n}: нехай твердження істинне для {\displaystyle n}, і нехай є якийсь турнір {\displaystyle T} з {\displaystyle n+1} вершиною. Виберемо вершину {\displaystyle v_{0}} у {\displaystyle T} і нехай {\displaystyle v_{1},v_{2},\ldots ,v_{n}} — напрямлений шлях у {\displaystyle T\setminus \{v_{0}\}}. Нехай {\displaystyle i\in \{0,\ldots ,n\}} — найбільше число таке, що для будь-якого {\displaystyle j\leq i} є дуга з {\displaystyle v_{j}} в {\displaystyle v_{0}}. Тоді
{\displaystyle v_{1},\ldots ,v_{i},v_{0},v_{i+1},\ldots ,v_{n}}
— шуканий орієнтований шлях. Це доведення дає також алгоритм пошуку гамільтонового шляху. Відомий ефективніший алгоритм, що вимагає перебору всього {\displaystyle \ O(n\log n)} дуг.
Це означає, що строго зв'язний турнір має гамільтонів цикл. Строгіше: будь-який сильно зв'язний турнір є вершинно панциклічним — для будь-якої вершини v і для будь-якого k від трьох до числа вершин у турнірі є цикл довжини k, що містить v. Більш того, якщо турнір 4-зв'язний, будь-яку пару вершин можна з'єднати гамільтоновим шляхом.

## Транзитивність

Транзитивний турнір з 8 вершинами.

Турнір, у якому {\displaystyle ((a\rightarrow b)} і {\displaystyle (b\rightarrow c))} {\displaystyle \Rightarrow } {\displaystyle (a\rightarrow c)}, називають транзити́вним. У транзитивному турнірі вершини можна повністю впорядкувати за досяжністю.

### Еквівалентні умови
Такі твердження для турніру з n вершинами еквівалентні:
1. T — транзитивний.
2. T — ациклічний.
3. T не містить циклів довжини 3.
4. Послідовність числа виграшів (множина напіввиходів) T є {0,1,2,…,n − 1}.
5. T містить рівно один гамільтонів шлях.

### Теорія Рамсея
Транзитивні турніри відіграють істотну роль у теорії Рамсея, аналогічну ролі, яку відіграють кліки в неорієнтованих графах. Зокрема, будь-який турнір з n вершинами містить транзитивний підтурнір з {\displaystyle 1+\lfloor \log _{2}n\rfloor } вершинами. Доведення просте: виберемо будь-яку вершину v як частину цього підтурніру і побудуємо підтурнір рекурсивно на множині або вхідних сусідів вершини v, або на множині вихідних сусідів, залежно від того, яка множина більша. Наприклад, будь-який турнір зі сімома вершинами містить транзитивний турнір із трьома вершинами. Турнір Пелі зі сімома вершинами показує, що це найбільше, що можна гарантувати. Однак Рейд і Паркер показали, що ця межа не строга для деяких великих значень числа n.
Ердеш і Мозер довели, що існують турніри з n вершинами без транзитивних підтурнірів розміру {\displaystyle 2+2\lfloor \log _{2}n\rfloor }. Їх доведення використовує підрахунок: число варіантів, у яких транзитивний турнір з k вершинами може міститися в більшому турнірі з n позначеними вершинами, дорівнює
{\displaystyle {\binom {n}{k}}k!2^{{\binom {n}{2}}-{\binom {k}{2}}},}
і при k, що перевищує {\displaystyle 2+2\lfloor \log _{2}n\rfloor }, це число занадто мале, щоб транзитивний турнір опинився в кожному з {\displaystyle 2^{\binom {n}{2}}} різних турнірів однієї й тієї ж множини з n позначених вершин.

### Парадоксальні турніри
Гравець, який виграв усі ігри, природно, буде переможцем турніру. Однак, як показує існування нетранзитивних турнірів, такого гравця може не виявитися. Турнір, у якому кожен гравець програє хоча б одну гру називають 1-парадоксальним турніром. Узагальнюючи, турнір T=(V,E) називають k-парадоксальним, якщо для будь-якої k-елементної підмножини S множини V існує вершина v0 у {\displaystyle V\setminus S}, така що {\displaystyle v_{0}\rightarrow v} для всіх {\displaystyle v\in S}. За допомогою імовірнісного методу Ердеш показав, що для будь-якого фіксованого k за умови |V| ≥ k22kln(2 + o(1)) майже будь-який турнір на V є k-парадоксальним. З іншого боку, простий аргумент показує, що будь-який k-парадоксальний турнір повинен мати щонайменше 2k+1 − 1 гравців, що покращили до (k + 2)2k−1 − 1 Естер і Дьйордь Секереші (1965). Існує явний метод побудови k- парадоксальних турнірів з k24k−1(1 + o(1)) гравцями, розроблений Гремом і Спенсером, а саме, турнір Пелі.

### Конденсація
Конденсація будь-якого турніру є транзитивним турніром. Таким чином, навіть якщо турнір не є транзитивним, сильно зв'язні компоненти турніру можуть бути повністю упорядкованими.

## Послідовності результатів і множини результатів
Послідовність результатів турніру — це послідовність напівстепенів виходу вершин турніру. Множина результатів турніру — це множина цілих чисел, що є напівстепенями виходу вершин турніру.
Теорема Ландау (1953) — неспадна послідовність цілих чисел {\displaystyle (s_{1},s_{2},\cdots ,s_{n})} є послідовністю результатів тоді й лише тоді, коли:
1. {\displaystyle 0\leq s_{1}\leq s_{2}\leq \cdots \leq s_{n}}
2. {\displaystyle s_{1}+s_{2}+\cdots +s_{i}\geq {i \choose 2},} задля {\displaystyle i=1,2,\cdots ,n-1}
3. {\displaystyle s_{1}+s_{2}+\cdots +s_{n}={n \choose 2}.}

Нехай {\displaystyle s(n)} — число різних послідовностей результатів розміру {\displaystyle n}. Послідовність {\displaystyle s(n)} починається з:
1, 1, 1, 2, 4, 9, 22, 59, 167, 490, 1486, 4639, 14 805, 48 107, …
(послідовність A000571 з Онлайн енциклопедії послідовностей цілих чисел, OEIS)
Вінстон і Клейтман довели, що для досить великих n
{\displaystyle s(n)>c_{1}4^{n}n^{-{5 \over 2}},}
де {\displaystyle c_{1}=0.049.} Такач пізніше показав, використовуючи деяке правдоподібне, але недоведене припущення, що
{\displaystyle s(n)<c_{2}4^{n}n^{-{5 \over 2}},}
де {\displaystyle c_{2}<4,858.}
Разом це свідчить про те, що
{\displaystyle s(n)\in \Theta (4^{n}n^{-{5 \over 2}}).}
Тут {\displaystyle \Theta } відбиває асимптотично строгу межу.
Яо показав, що будь-яка непорожня множина невід'ємних цілих чисел є множиною результатів для деякого турніру.